# Lacina Dao
Lassina Dao (né le 6 février 1971) est un ancien footballeur ivoirien, vainqueur de la première CAN, remportée par le dit pays en 1992.

## Biographie
C'est un joueur polyvalent qui a évolué à l’ASC Bouaké, l’ASEC Mimosas , à l’Africa et à Al Ittihad Tripoli en première division libyenne. Ce défenseur de qualité s'est notamment créé une réputation et une notoriété du fait de ses matchs exceptionnels et de ses buts majestueux avec son fameux "pied gauche" à l'ASEC et à l'AFRICA. Il s'est ainsi distingué et créé une identité à travers le surnom "Pecto"
Portant très haute les couleurs de la Côte d'Ivoire, il fut l'un des joueurs titulaires et vainqueurs de la CAN 1992 au Sénégal, remportée par la Côte d'Ivoire pour la première fois.
Après sa retraite footballistique il s'est ensuite converti en tant que coach sportif (ou encore entraineur de football) et a pris les rênes de nombreux centres de formation, du Yopougon Football Club, du Club omnisports de Bouaflé. Il évolue actuellement en tant que sélectionneur de l’équipe nationale U17 ivoirienne.
A côté de tout cela, c'est un homme marié et digne père de 5 enfants dont Dao Lassina Junior, lui aussi, international ivoirien 